# Say Yay!
Say Yay! – singel Barei, wydany 25 stycznia 2016, pochodzący z reedycji albumu Throw the Dice. Autorami utworu (tekst i muzyka) byli sama wokalistka, Rubén Villanueva i Víctor Púa Vivó.
Piosenka wygrała hiszpańskie preselekcje do Eurowizji – Objetivo Eurovisión – i reprezentowała Hiszpanię w Konkursie Piosenki Eurowizji 2016 w Sztokholmie. Utwór zajął 22. miejsce z liczbą 77 punktów.
Singel znalazł się na 36. miejscu na oficjalnej liście sprzedaży w Hiszpanii i uzyskał tam status złotej płyty za sprzedaż w nakładzie przekraczającym 20 tysięcy kopii. Nagranie trafiło również na 63. pozycję na liście najlepiej sprzedających się utworów w Szwecji i na 184. miejsce na liście we Francji.

## Lista utworów
- Digital download[11]

1. „Say Yay!” – 2:56

## Pozycje na listach sprzedaży
| Kraj      | Notowanie (2016)  | Najwyższa pozycja | Certyfikat | Sprzedaż |
| --------- | ----------------- | ----------------- | ---------- | -------- |
| Francja   | SNEP              | 184               |            |          |
| Hiszpania | PROMUSICAE        | 36                | złoto      | 20 000+  |
| Szwecja   | Sverigetopplistan | 63                |            |          |